# Christina Roslyng
Christina Roslyng-Christiansen, née le 10 juillet 1978 à Juelsminde, est une handballeuse internationale danoise.
Mariée à l'international danois Lars Christiansen, ils ont eu ensemble un fils, Frederik.
En 2006 elle participe et remporte Vild med dans, la version danoise de Danse avec les stars.

## Palmarès

### Club
compétitions internationales 
- vainqueur de la coupe de l'EHF en 1999 (avec Viborg HK)
- finaliste de la Ligue des champions 2001 (avec Viborg HK)

 compétitions nationales 
- championne du Danemark en 1999, 2000, 2001, 2002, 2008 (avec Viborg HK)
- vainqueur de la coupe du Danemark en 2008 (avec Viborg HK)

### Sélection nationale
Jeux olympiques d'été
- médaille d'or aux Jeux olympiques de 2000 à Sydney

championnats d'Europe
- vainqueur du championnat d'Europe 2002
- finaliste du championnat d'Europe 1998